# Stefania Etzerodt Omboni
Stefania Etzerodt Omboni (Londra, 12 marzo 1839 – Padova, 21 gennaio 1917) è stata una filantropa e teorica dell'educazione italiana.

## Biografia
Stefania Etzerodt Omboni nasce a Londra il 12 marzo 1839 da madre inglese e padre tedesco. Resta nella città natia fino al trasferimento a Bruxelles, in Belgio, dove riceve la sua educazione. Successivamente, a causa del lavoro del padre si sposta in Russia, in Crimea, fino a tornare in Belgio per poi andare a vivere a Padova fino alla sua morte. Durante il periodo trascorso a Padova conosce e sposa Giovanni Omboni, insegnante all'università di mineralogia e geologia che lei stessa frequentava.
Seppur non laureata era una donna dalla grande cultura e cosmopolita; conosceva molte lingue tra cui l’italiano, il francese, l’inglese, il tedesco e il fiammingo. Suonava il pianoforte e tradusse, nel 1876, l’opera “l'antica e la nuova fede” del filosofo tedesco David Strauss. Scrisse articoli in giornali come "La donna" di Gualberta Beccari, "L’Italia femminile" e "Unione femminile", fondato da Ersilia Majno. 
Donna dagli ideali molto forti, Stefania era contro la prostituzione, il commercio di donne bianche, l’assunzione di alcolici, la carenza di igiene e la guerra; era infatti pacifista ed inizialmente contraria all'intervento dell'Italia nella Prima Guerra Mondiale, opinione espressa nella riunione del Comitato di preparazione civile alla guerra svoltasi il primo marzo 1915. In seguito alle apprese violenze da parte dei tedeschi, Stefania assunse una posizione interventista partecipando lei stessa da volontaria in prima linea nell’Ospedale militare di Santa Giustina.

### Iniziative
Una delle prime opere a cui prese parte Stefania fu l’istituzione di un giardino froebeliano sul finire del XIX° secolo. Fonda l’Asilo per donne sole, la Società zoofila, l’Unione morale, l’Università popolare, che successivamente cerca di far entrare in carcere con l’aiuto degli avvocati Mario Piccinato e Carlo Cassan, e, nel 1883, finanzia l’apertura della prima Cucina economica, fondamentale durante l’epidemia di colera del 1886. Nel 1890 entra a far parte del comitato, organizzato dai rappresentanti delle opere pie pubbliche e private in seguito alla riunione del 14 agosto dello stesso anno, che propone l’avvio dell’Ufficio di assistenza. Nel 1893 prende parte al comitato per la costruzione della Scuola professionale femminile, nel 1895 diviene presidentessa dell’Associazione padovana contro l’accattonaggio e crea il ricovero diurno per i mendicanti esclusi dall’orfanotrofio che in seguito diventerà l’Istituto per l’infanzia abbandonata. Nel 1901 nella rivista dell‘Unione Femminile di Milano scrive: 

### Istituto per l'infanzia abbandonata e teorie educative
L’istituto per l’infanzia abbandonata venne aperto nel marzo del 1895 in via Santa Chiara e successivamente trasferito in un edificio in via San Tommaso per l’aumento dei giovani ospitati. Infatti, se in un primo momento i ragazzi accolti erano 12, nel dicembre il numero crebbe fino ad arrivare a trentacinque; il secondo istituto aveva una capacità di cento persone e comprendeva anche un orto ed un cortile. L’edificio era finalizzato all’accoglienza dei giovani, orfani o trascurati dalle famiglie, durante giorno e ad essi veniva fornito cibo e istruzione senza rigidità pedagogiche e ferree regole disciplinari. Causa di ciò era il fatto che Stefania aveva come obiettivo quello di creare una nuova famiglia per i giovani, motivo per cui molte istitutrici erano donne, senza però allontanare i figli dai genitori.
Nell'istituzione erano presenti alcune idee tipiche dell'Ottocento come la separazione tra maschi e femmine e l'insegnamento a queste ultime finalizzato all'apprendimento del lavoro di moglie e madre. Ai ragazzi, che erano inizialmente i soli ammessi nell'istituto, veniva invece insegnato a lavorare.
Tuttavia, le teorie educative di Stefania Omboni erano molto innovative per il tempo in cui viveva. Esempio di ciò è la sua concezione di istruzione e servizio per prevenzione e non per assistenza. Lei stessa scrive: 
Inoltre, l'istituto era gratuito grazie ai contributi della popolazione e di Stefania grazie ai quali pagavano anche i ragazzi per il lavoro svolto.
Alla sua morte, Stefania lasciò tutti i suoi averi all'Istituto per l'infanzia abbandonata a condizione che tutte le persone ricoprenti un ruolo in essa rimanessero laiche nonostante l'insegnamento della religione all'interno dell'istituto. Grazie a questo lascito l'amministrazione, il 12 marzo 1918, fu in grado di riassestare le finanze. L'istituto non prese mai il nome di Stefania per sua volontà; nel suo testamento si legge:

## Riconoscimenti
- 1886: riceve una medaglia d'argento dal Governo
- 1994: riceve la medaglia d’oro del premio Malipiero alla virtù istituito dal Comune di Padova
- 1900: riceve un riconoscimento dal Ministero della pubblica Istruzione